# 優宇
優宇（ゆう、1991年7月19日 - ）は、日本の女性プロレスラー。千葉県出身。センダイガールズプロレスリング所属。血液型A型。

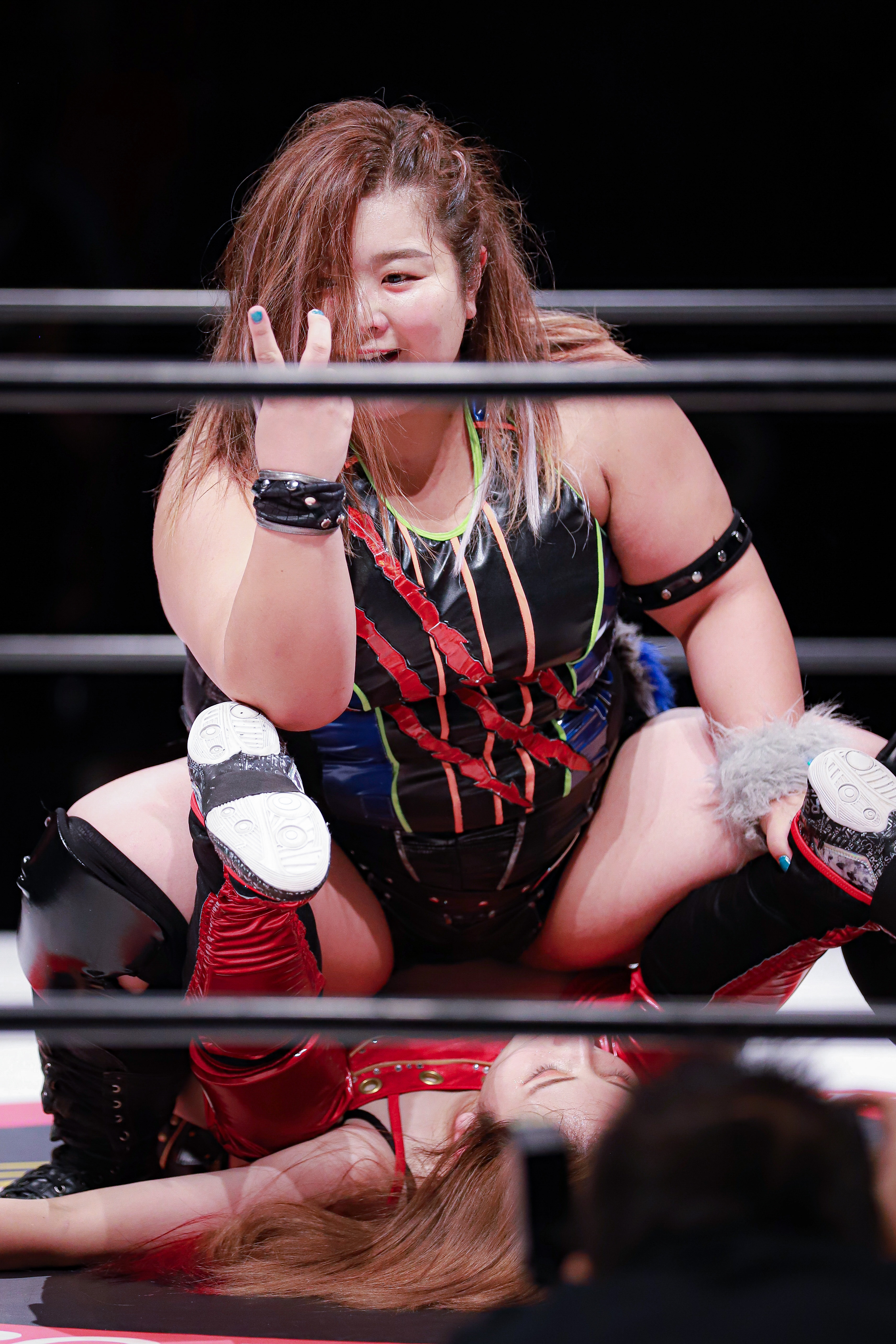
2023.08.18 マーベラス新木場大会 優宇選手

## 経歴
2015年
- 5月23日 - 東京女子プロレス北沢タウンホール大会にて4人の練習生のうちの一人として紹介される。
- 12月12日 - 春日部ふれあいキューブ大会にて同じく練習生のシオ（仮）とエキシビジョンマッチ、変形アームロックで勝利。試合後、2016年1月4日の後楽園ホール大会でのデビューが発表。合わせてリングネームを「優宇」と発表。

2016年
- 1月4日 - 後楽園ホール大会ののどかおねえさん戦でデビュー。腕極めケサ固めにて勝利。
- 8月13日 - 新宿FACE大会にて開催された東京プリンセスカップ決勝にて中島翔子を下し、デビューから無敗のまま初出場で初優勝。
- 9月22日 - 新宿FACE大会にて開催されたTOKYOプリンセス・オブ・プリンセス選手権でシングル戦無敗のまま初のタイトル戦に挑み、山下実優を下して第2代王者となる。

2017年
- 6月4日 - プリプリ王座5度目の防衛戦となった坂崎ユカとの対戦に敗北、王座陥落とともにデビュー以来無敗だった戦績に初黒星が付いた。
- 8月26日 - アイアンマン3WAY戦で防衛に成功。
- 9月24日 - DDTの後楽園ホール興行で行われたアイアンマンヘビーメタル級選手権時間差バトルロイヤルに王者として参戦。試合開始前に寝込みを割り箸に襲われ王者陥落するも、バトルロイヤル終了後に時の王者大石真翔をラストライドからの片エビ固めで下し、王者に返り咲いた。

2018年
- 12月1日 - フリー転向のため東京女子プロレスを退団。

2019年
- 4月16日 - センダイガールズプロレスリングに参戦。
- 4月19日 - イギリスの女子プロレス団体・プロレスリングEVEの所属になったことを本人がTwitterで発表。
- 5月5日〜6月19日 - Catch the WAVE2019年大会のPOWERブロック（対戦相手は宮崎有妃・高瀬みゆき・水波綾）に参戦、結果は1勝1敗1引き分けで予選リーグ2位。
- 8月25日 - OZアカデミー横浜文化体育館大会においてアジャ・コング率いるユニット・獣友のメンバーとなる。

2020年
- 10月4日 - センダイガールズプロレスリング新宿FACE大会において、松本浩代&DASH・チサコ組が保持するセンダイガールズワールドタッグチームチャンピオンシップに橋本千紘とのタッグ「チーム200kg」で挑戦し勝利。第10代王者となった。

2022年
- 4月15日 - 『後楽園ホール60周年還暦祭』に橋本千紘と組みタッグマッチで出場。
- 8月11日 - PURE-J後楽園ホール大会において、中森華子を破ってPURE-J認定無差別級王座奪取（第12代）。
- 11月13日- プロレスリングEVEロンドン大会においてEVEインターナショナル王者ローラ・ディ・マッテオと、自らの持つPURE-J認定無差別級王座を賭けたダブルタイトルマッチを行って勝利、第7代EVEインターナショナル王者に。

2025年
- 1月10日 - プロレスリングEVEのSHE-1トーナメントに出場、準決勝でアレックス・ウィンザーに敗れ、2年あまりにわたって保持したEVEインターナショナル王座から陥落。この日の試合を最後にメンテナンスのための休養に入る。
- 3月6日 - Sukebanベルリン大会で復帰。
- 6月8日 - センダイガールズプロレスリングの新宿FACE大会にて、自身の試合後にリング上で年内いっぱいでの引退を発表。
- 7月2日 - 東京都内で行われたセンダイガールズプロレスリングの記者会見に出席し、入団を発表。7月19日から所属として活動。

## 人物
- 小学生の頃にDDTのビアガーデンプロレスを連日観戦、選手とも交流を持つ。
- その後プロレスラーを志すも親に反対され、木村浩一郎の勧めもあり柔道を始める。中学・高校も柔道を続け、インターハイにも出場[10]。
- 高校時代、一時不登校に陥るも、木村の勧めで木村の道場に通うようになり立ち直る。この際レスリングを習う。
- DDTが始めたプロレス教室に通い始め、東京女子の練習生となる。練習生時代の名前は「ゆう（仮）」。
- リングネームの「優宇」は、恩人である木村浩一郎のもう一つの姿である「スーパー宇宙パワー」から一文字貰っている。
- 欧州マットに精通しており、2023年11月から2ヶ月間スターダムに参戦したスカンジナビア・ハリケーン（英語版）は彼女からの紹介で来日した[11]。

## 得意技
ラストライド
恩師である木村浩一郎の技。東京女子時代は奥の手扱いだったがフリー転向以降はメインのフィニッシャー。
イッテンヨン
V1アームロックから移行するV2アームロック。「腕極めケサ固め」とアナウンスされることも。初期のフィニッシャーであるが2017年以降は大一番で使用。
イッポン
カウンターで相手を浮かせてからの高角度払腰。通常のカウンター式払腰も使用。
片羽絞め
2017年以降から東京女子退団までの主なフィニッシャー。通常は胴締め式で使用するが、応用技として下半身がコブラツイストの形でスタンディングで極める片羽ツイストも使用。
腕ひしぎ十字固め
巴投げからの連携でも使用。
旋回式サイドバスター
ライトニングマックィーン
コーナー下に長座した相手への低空フライング・エルボー。ロープ沿いに助走するため相手を自分の方に向き直らせる動作から入ることが多い。ネーミングは映画『カーズ』シリーズの同名キャラクターから。
キャノンボール
コーナー下で長座した相手へのサンセットフリップ。
オクラホマ・スタンピード
逆水平チョップ
起き上がり小法師式でも使用。単発で使用する際にはいわゆる「顎クイ」の動作で胸元をがら空きにさせて叩き込むことが多い。
クローズライン
ジョン・ユー
ランニング式セントーン
ベアベアーズ
セカンドロープからのダイビング・ボディプレス。コーナートップに腰かけた状態でセカンドロープを足で揺らしてから放つ。
ベアーボム
雪崩式高角度前方回転エビ固め。EVE所属以降の奥の手。
支釣込足
向かってくる相手をいなす際に使用。
みたらしだんご
リング中央で数度跳ねてから倒れこみ、横に転がってサードロープをくぐりエプロンから落下して場外の相手を押しつぶす。
俺ごと潰せ
ハイビスカスみぃとの合体技。みぃが対戦相手をコーナーで羽交い絞めにし、動けないようにした状態で、優宇がキャノンボールを決める。対戦相手にダメージを与えるのはもちろんだが、コーナーで羽交い絞めにしているので逃げ場のないみぃに二人分の衝撃がくるため、みぃにも多大なダメージを与えてしまう諸刃の技。技名の由来は2023年9月3日のプロレスリング・ノアでの試合で、みぃが優宇に対し「優宇～！、俺ごと潰せ～！」と叫んだことに由来する。

## タイトル歴
センダイガールズプロレスリング
- センダイガールズワールドタッグチームチャンピオンシップ（第10代・第14代・第16代・第20代・第24代、パートナーは橋本千紘）

東京女子プロレス
- TOKYOプリンセス・オブ・プリンセス王座（第2代）
- 東京プリンセスカップ優勝（2016年、2018年）

DDTプロレスリング
- アイアンマンヘビーメタル級王座（第1272代、第1280代）

PURE-J女子プロレス
- PURE-J認定無差別級王座（第12代）

プロレスリングEVE
- EVEインターナショナル王座（第7代）

OZアカデミー
- OZアカデミー認定タッグ王座（第33代・第36代、パートナーは米山香織（第33代）、橋本千紘（第36代））

スターダム
- ゴッデス・オブ・スターダム王座（第26代、パートナーは高橋奈七永）
- GODDESSES OF STARDOM優勝（2022年、パートナーは高橋奈七永）

JTO
- QUEEN of JTO（第5代）

全日本プロレス
- 全日本プロレスTV認定6人タッグ王座（第8代、パートナーは石川修司、橋本千紘）

## 入場曲
戦－ikusa－ ／ 和楽器バンド
東京女子プロレス時代はイントロにスーパー宇宙パワーの入場曲だった映画『ターミネーター2』のメインテーマが付随していた。フリー転向以降は再度こちらを使用。
BLACK SHEEP ／ Gabriel Candiani, Christopher Vaughn, Charity Chiquira Lockhart
イギリスのプログレス・レスリング参戦時のテーマ曲。
D.D.F（オリジナル曲）
2017年6月4日の新宿FACE大会より東京女子プロレス退団まで使用。